# Temple maçonnique de la loge Hiram
Pour les articles homonymes, voir Hiram.
 (novembre 2019).
Le temple maçonnique de la loge Hiram (Hiram Masonic Lodge no 7) est un bâtiment américain à Franklin, dans le Tennessee. Site des négociations qui débouchèrent sur le traité de Franklin, le premier des traités de déportation des Amérindiens adopté à la suite de l'Indian Removal Act de 1830, le bâtiment construit en 1823 est aujourd'hui inscrit au Registre national des lieux historiques et classé National Historic Landmark depuis le 7 novembre 1973.